# Macromitrium clavatum
Macromitrium clavatum là một loài rêu trong họ Orthotrichaceae. Loài này được Schimp. ex Grout mô tả khoa học đầu tiên năm 1944.